# Sylvere Bryan
Sylvere Justin Bryan (Portsmouth, 20 maggio 1981) è un cestista dominicense con cittadinanza francese naturalizzato italiano, di ruolo centro.

## Carriera
Bryan scoprì il basket in età adolescenziale, giocando per la squadra della sua città natale. Si trasferì negli Stati Uniti per completare la sua formazione cestistica alla University of Tampa, militando nella NCAA Division II.
Nel 2002, conclusi gli studi, partecipò alla Summer League con i Washington Wizards e successivamente firmò il suo primo contratto da professionista con i francesi dello Cholet Basket, con cui disputò anche l'ULEB Cup. Terminò la stagione in Francia con il Rueil Basket, militante in Pro B, ovvero in seconda serie.
Nel 2003-2004 si trasferì in Italia ai Crabs Rimini, in Legadue, dove disputò 30 partite con una media di 3,8 punti e 3,5 rimbalzi in 11,5 minuti a gara. In estate partecipò alla pre-season NBA con gli Atlanta Hawks.
L'anno successivo svolse un provino con l'Ostenda, allenato da Matteo Boniciolli, ma rimase comunque in Belgio, firmando con il Siemens Damme, militante nella prima serie nazionale. Rientrò in Italia nel 2005-2006 per disputare una stagione in Serie A2 con il Basket Club Ferrara.
Nel 2006-2007 debuttò in Serie A con la Felice Scandone Basket Avellino, realizzando 4,7 punti di media in 17 minuti a partita. A marzo si trasferì in Repubblica Ceca al Prostějov (prima serie ceca).
Ritornò ad Avellino per la stagione 2007-2008 in Serie A: pur partendo dal secondo quintetto, contribuì alla storica vittoria della Coppa Italia 2008, primo trofeo della storia del club irpino.
Nell'annata 2008-2009 tornò in Serie A2 con il  Roseto, dove sostituì l'infortunato Jaime Lloreda; nel corso della stagione si trasferì al Pistoia Basket 2000, sempre in Serie A2.
Nel 2009-2010 firmò con la New Basket Brindisi in Legadue, dove fu perlopiù titolare e contribuì alla promozione in Serie A con 8,8 punti e 6,6 rimbalzi di media in 22,5 minuti a partita.
La stagione successiva (2010-2011) disputò nuovamente la Legadue con la Reyer Venezia Mestre, per la prima volta con lo status di passaportato, ottenuto in seguito alla naturalizzazione per matrimonio. Contribuì alla promozione in Serie A anche con il club lagunare, facendo registrare 4,8 punti e 5,5 rimbalzi in 17,2 minuti di media nella stagione regolare, e 6,8 punti e 4,9 rimbalzi in 15,9 minuti in 13 presenze nei play-off. Rimase a Venezia anche nella stagione 2011-2012, in Serie A.
Nel 2012-2013 militò in Serie A con la Victoria Libertas Pesaro, inizialmente con un contratto mensile, poi esteso fino al termine della stagione.
Nel 2013-2014 passò all'Azzurro Napoli Basket, in Divisione Nazionale A Gold, nuovo nome della seconda serie nazionale. L'anno seguente (2014-2015) tornò al Roseto, militante anch'esso in seconda serie, e ne assunse la fascia di capitano. Dopo una breve parentesi con la Pallacanestro Virtus Roma (Serie A) nell'estate 2015, fece nuovamente ritorno a Roseto per la stagione 2015-2016 in Serie A2.
Nel 2016-2017 giocò con la Pallacanestro Mantovana in Serie A2 e nel 2017-2018 firmò con la Fortitudo Bologna, anch'essa in Serie A2, ancora sotto la guida di coach Boniciolli. A marzo 2018 subì la rottura del legamento crociato anteriore sinistro e del collaterale esterno, chiudendo anzitempo la stagione.
Nel gennaio 2019 scese in Serie B con la Janus Fabriano e, nel novembre dello stesso anno, si trasferì alla Virtus Cassino, anch'essa in Serie B. La stagione venne però interrotta a causa della pandemia di COVID-19.
Nel giugno 2020 firmò con la Polisportiva Stella Rimini, in Serie D, chiudendo di fatto la sua carriera professionistica. Nel 2023-2024 tornò in campo in Divisione Regionale 2 con la Lions Academy di Coriano.

## Palmarès
- Coppa Italia: 1

Scandone Avellino: 2008